# Río Breg
El río Breg es un corto río de Alemania, el más largo de los dos ríos de montaña cuya confluencia en Donaueschingen da lugar al nacimiento del río Danubio. Nace cerca de Furtwangen en la Selva Negra, a unos 1078 m de altitud, y a escasos 100 m de la línea divisoria de las cuencas hidrográficas del río Rin (vertiente atlántica, en el mar del Norte) y del Danubio (vertiente del mar Negro). Tiene un curso de 49 km que se debe añadir a la propia longitud del Danubio para conocer la dimensión real del curso de este río (2.888 km).

## Etimología
Parece ser un término de origen celta, similar al del sufijo "briga", común en bastantes topónimos en extensas regiones europeas pobladas por los celtas desde tiempos prehistóricos.